# Център (община в Скопие)
Вижте пояснителната страница за други значения на Център.
Център (на македонска литературна норма: Општина Центар) е община в състава на град Скопие, столицата на Северна Македония. Намира се в централната и южна част на града, обхваща площад „Македония“, двата бряга на река Вардар и част от планината Водно.

## Обществени институции
Като централна община на град Скопие, а с това и на Северна Македония, на нейната територия се намират най-важните държавни и обществени институции – правителството, Събранието, няколко министерства и много държавни агенции и управления. На територията на общината се намира и ректоратът на Скопския университет „Свети Свети Кирил и Методий“ заедно с няколко негови факултета и кметството на град Скопие.

## Площ и население на община Център
В Община Център живеят 45 412 жители, от които:
| Етническа принадлежност | Брой   | Процент |
| северномакедонци        | 38 778 | 85,39%  |
| сърби                   | 2037   | 4,49%   |
| албанци                 | 1465   | 3,23%   |
| роми                    | 974    | 2,14%   |
| турци                   | 492    | 1,08%   |
| власи                   | 459    | 1,01%   |
| бошняци                 | 108    | 0,24%   |
| други                   | 1099   | 2,42%   |

Община Център заема площ от 7,52 km2 и има гъстота на населението 6032,18 жители/km2.

## Забележителности на община Център
На територията на общината се намират много културно-исторически паметници и забележителности, които са символ на град Скопие и Северна Македония. Това са Каменният мост и Скопското кале, които са изобразени на герба на град Скопие. Също така в кв. Дебър махала се намират основите на първата македонска гимназия след Втората световна война, църквата „Свети Димитър“ и съборният храм „Свети Климент Охридски“. Според новото териториално деление към Община Чаир е присъединена една от най-старите и най-богатите македонски църкви „Свети Спас“, в която се намират гробът на големия български революционер Гоце Делчев и красиво резбован иконостас.

## Квартали в община Център
На територията на община Център влизат само квартали, които са част от централната урбанизирана част на град Скопие.